# Salvatore Carmando

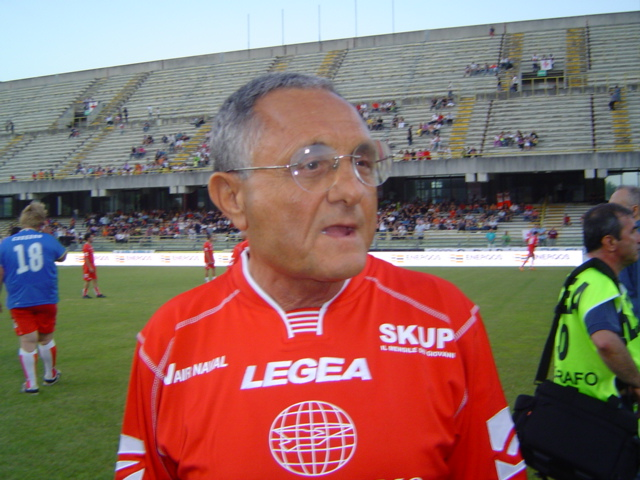
Salvatore Carmando.

Salvatore Carmando (Salerno, 29 de octubre de 1943) es un exfisioterapista italiano.
Su nombre está indisolublemente ligado al Napoli, al que se incorporó en el verano de 1974 y para el que trabajó primero en el sector juvenil y luego, a partir de la temporada 1975-76, como 2º masajista. Se convirtió en 1er masajista en la temporada 1976-77, y permaneció así hasta su jubilación el 3 de julio de 2009 a través de un comunicado de prensa.

## Biografía
Hijo de Angelo Carmando, masajista de Salernitana en los años cuarenta y cincuenta, tras una breve juventud como futbolista en la función de lateral, licenciado en fisioterapia de masajes, decidió seguir los pasos de su padre, ganando sus primeras experiencias con algunos clubes de Campanas de categoría inferior.
En 1974 llegó al Napoli como masajista del equipo de primavera, que ganó el torneo de Viareggio. Ya durante la primera temporada en Nápoles acompañaba a menudo al primer equipo, en ese momento entrenado por Luís Vinício. En la siguiente temporada 1975-76 se incorporó definitivamente al primer equipo, participando en la conquista de la Copa de Italia. A partir de la temporada 1976-77, con Bruno Pesaola en el banquillo, Carmando se convierte en el primer masajista del Napoli, manteniendo este rol hasta el verano de 2009 . A lo largo de su larguísima carrera, transcurrida -salvo sus experiencias juveniles- íntegramente en el Nápoles, acumula unas 900 apariciones en la Serie A, casi 200 en la Serie B y unas sesenta en la Serie C, a las que hay que sumar las de la Copa de Italia. y en competiciones europeas., participando activamente en los éxitos más importantes de la historia de la sociedad napolitana.
Un episodio importante lo vio protagonista en el partido Atalanta- Napoli del campeonato 1989-90, disputado en Bérgamo el 8 de abril de 1990 y finalizado 0-0, pero ganado por Napoli por decisión del juez deportivo. Aproximadamente un cuarto de hora después del final del partido, empezaron a llover objetos sobre el terreno de juego desde la grada donde estaba abarrotada la afición del Atalanta. El futbolista del Napoli, Alemão, fue alcanzado por una moneda, lo que le provocó una herida lacerada, amoratada y sangrante. Carmando, prontamente intervenido para ayudarlo, lo invitó a tirarse al suelo para prepararle el tratamiento necesario. Posteriormente, el futbolista fue reemplazado por Gianfranco Zola. El episodio, que, como se mencionó, llevó al juez deportivo a asignar la victoria al Napoli en la mesa, fue motivo de acaloradas polémicas levantadas por los directivos del Milán, que en ese momento se disputaban el título ante el Napoli. Carmando, sin embargo, siempre ha negado cualquier intento especulativo en el asunto Bérgamo, precisando que su intervención se inspiró exclusivamente en el cuidado del jugador.
Tras los años dorados del "ciclo maradoniano", Carmando permaneció en el Napoli, descendiendo también a la Serie B tras el descenso de la temporada 1997-98, a pesar de la cancha de muchos grandes equipos. Bajo la dirección general de Antonio Juliano (ex Napoli ), tras un desacuerdo con el club, y la aparición de un problema en el ojo izquierdo, fue destituido de su cargo durante la temporada 1998-99, para reintegrarse en el siguiente. Siguió como masajista para Napoli hasta la quiebra de la antigua empresa, que tuvo lugar en el verano de 2004. Con la llegada de Aurelio De Laurentiis, y la contratación de Pierpaolo Marino como DS, pasó a formar parte de la plantilla del nuevo club, hasta la llegada del técnico Roberto Donadoni, que coincidió con la salida de Carmando del Nápoles.
Un personaje excéntrico, conocido por su destreza y por la estima profesional que siempre ha gozado en el mundo del fútbol, es conocido por el público en general sobre todo por su relación profesional y afectuosa con Diego Armando Maradona : antes del inicio de cada partido el campeón argentino solía besarle la cabeza como gesto supersticioso, y fue buscado por Pibe De Oro como masajista oficial de la selección argentina en 1986 en México, que luego se convirtió en Campeón del Mundo, y en 1994 en Estados Unidos.
También fue masajista de la selección italiana de fútbol durante la gestión de Azeglio Vicini como comisario técnico, de 1987 a 1991. Como masajista de la selección, participó en los Campeonatos de Europa de 1988 y en el Mundial de 1990 disputados en Italia. Tras el tercer puesto obtenido en la Copa del Mundo de 1990, el presidente de la República le otorgó el título de Caballero con todo el equipo. Como masajista de la selección italiana ha sumado más de 50 apariciones, recibiendo un premio especial.
El 27 de octubre de 2013, antes del partido Napoli-Torino, recibió un premio a la lealtad y la carrera del presidente Aurelio De Laurentiis. Carmando ha publicado un libro autobiográfico, coescrito con Renato Camaggio, titulado Carmando, le mani su D10S. El volumen, cuyo título destaca la relación profesional y la amistad que Carmando tuvo con Maradona, traza su trayectoria, con muchas anécdotas y el recuerdo de numerosas personalidades conocidas a lo largo de los años. Volvió a ser masajista en Maradona el 12 de octubre de 2016 con motivo del partido solidario Unidos por la Paz en el Estadio Olímpico de Roma, para luego sentarse en el banquillo junto a Fabio Capello.

## Reconocimientos
Fue condecorado con la Orden del Mérito de la República Italiana, por el presidente de Italia el 30 de septiembre de 1991